# Booker T. & the M.G.'s
Booker T. & the M.G.'s es una agrupación instrumental de música soul, rock y R&B, muy popular entre los años 1960 y 1970. Se les asocia habitualmente con la compañía discográfica Stax Records, y se les considera parte del subgénero denominado "Memphis soul". Fue uno de los primeros grupos de la música popular integrados por músicos de diferentes razas. A la banda se la conoce sobre todo por su éxito musical de 1962, la pieza de rock instrumental «Green Onions».
Los integrantes originales del grupo fueron Booker T. Jones (órgano y piano), Steve Cropper (guitarra), Lewie Steinberg (bajo) y Al Jackson, Jr (batería). Donald "Duck" Dunn sustituyó a Steinberg al bajo en 1965 y desde entonces ha permanecido en la banda. Después de 1975, al morir Al Jackson Jr., los bateristas Willie Hall, Anton Fig, Steve Jordan y Steve Potts fueron incorporándose al grupo en diversas etapas.
En 1992, Booker T. & The M.G.'s fueron incluidos en el Salón de la Fama del Rock, en 2004 la revista Rolling Stone situó al grupo en el lugar número 93 de su lista 100 Greatest Artists of All Time y en 2007 recibieron el Grammy Lifetime Achievement Award.

## Discografía

### Álbumes
- Green Onions. Stax (octubre de 1962) - POP #33; UK #11
- Soul Dressing. Stax (marzo de 1965)
- And Now!. Stax (noviembre de 1966)
- In the Christmas Spirit. Stax (noviembre de 1966)
- Hip Hug-Her. Stax (mayo de 1967) - POP #35
- Back To Back (en vivo, con The Mar-Keys). Stax (julio de 1967) - POP #98
- Doin' Our Thing. Stax (febrero de 1968) - POP #176
- Soul Limbo. Stax (septiembre de 1968) - POP #127
- The Best Of Booker T & The MG's (recopilación). Atlantic (octubre de 1968)- POP #167
- Uptight (banda sonora). Stax (enero de 1969) - POP #98
- The Booker T. Set. Stax (mayo de 1969) - POP #53
- McLemore Avenue. Stax (abril de 1970) - POP #107; UK #70
- Booker T. & The MG's Greatest Hits (recopilación). Stax (octubre de 1970) - POP #132
- Melting Pot. Stax (enero de 1971) - POP #43
- Booker T & Priscilla, c/Booker T & Priscilla Collidge. A&M (julio de 1971) - POP #106
- Home Grown, c/Booker T & Priscilla Collidge. A&M (julio de 1972) - POP #190
- The MG's, c/The MG'S. Stax (1973)
- Universal Language. Asylum (1977)
- That's The Way It Should Be. Columbia (mayo de 1994)

### Sencillos
- "Green Onions / Behave Yourself". Stax (agosto de 1962) - POP #3, R&B #1; UK #7
- "Jellybread / Aw' Mercy". Stax (diciembre de 1962) - POP #82
- "Home Grown / Burnt Biscuits". Stax (febrero de 1963)
- "Chinese Checkers / Plum-Nellie". Stax (julio de 1963) - POP #78
- "Mo-Onions / ..... - POP #97
- ..../ Tic-Tac-Toe". Stax (febrero de 1964) - POP #109, R&B #46

- "Soul Dressing / MG Party". Stax (agosto de 1964) - POP #95
- "Can't Be Still / Terrible Thing". Stax (noviembre de 1964)
- "Boot-Leg / Outrage". Stax (mayo de 1965) - POP #58, R&B #10
- "Be My Lady / Red Beans and Rice". Stax (noviembre de 1965)
- "My Sweet Potato / ..... - POP #85, R&B #18

..../ Booker-Loo". Stax (septiembre de 1966) - R&B #37
- "Jingle Bells / Winter Wonderland". Stax (diciembre de 1966)
- "Hip Hug-Her / Summertime". Stax (marzo de 1967) - POP #37, R&B #6
- "Groovin' / ..... - POP #21, R&B #10

..../ Slim Jenkin's Place". Stax (julio de 1967) - POP #70
- "Silver Bells / Winter Snow". Stax (diciembre de 1967)
- "Soul-Limbo / Heads or Tails". Stax (julio de 1968) - POP #17, R&B #7; UK #30
- "Hang 'Em High / Over Easy". Stax (noviembre de 1968) - POP #9, R&B #35
- "Time Is Tight / Johnny, I Love You". Stax (marzo de 1969) - POP #6, R&B #7; UK #4
- "Mrs. Robinson / ..... - POP #37, R&B #35

..../ Soul Clap '69". Stax (junio de 1969) - UK #35
- "Slum Baby / Meditation". Stax (septiembre de 1969) - POP #88, R&B #46
- "Something / Sunday Sermon". Stax (julio de 1970) - POP #76
- "Melting Pot / Kinda Easy Like". Stax (marzo de 1971) - POP #45, R&B #21
- "Sugarcane / Blackride", c/ The MG's. Stax (agosto de 1973) - R&B #67
- "Neckbone / Breezy", c/ The MG's. Stax (noviembre de 1973)
- "Sticky Stuff / The Stick". Asylum (mayo de 1977) - R&B #68
- "I Want You / You're The Best", c/ Booker T. A&M (octubre de 1981) - R&B #35